# Старе Аллагулово
Старе Аллагу́лово (рос. Старое Аллагулово, ерз. Ташто Аллагулово) — село у складі Ковилкінського району Мордовії, Росія. Входить до складу Великоазяського сільського поселення.
Населення — 122 особи (2010; 180 у 2002).
Національний склад станом на 2002 рік:
- татари — 87 %

У селі народився Герой Радянського Союзу Абдершин Алімкай Абдуллович (1911-1983).